# Igunaq

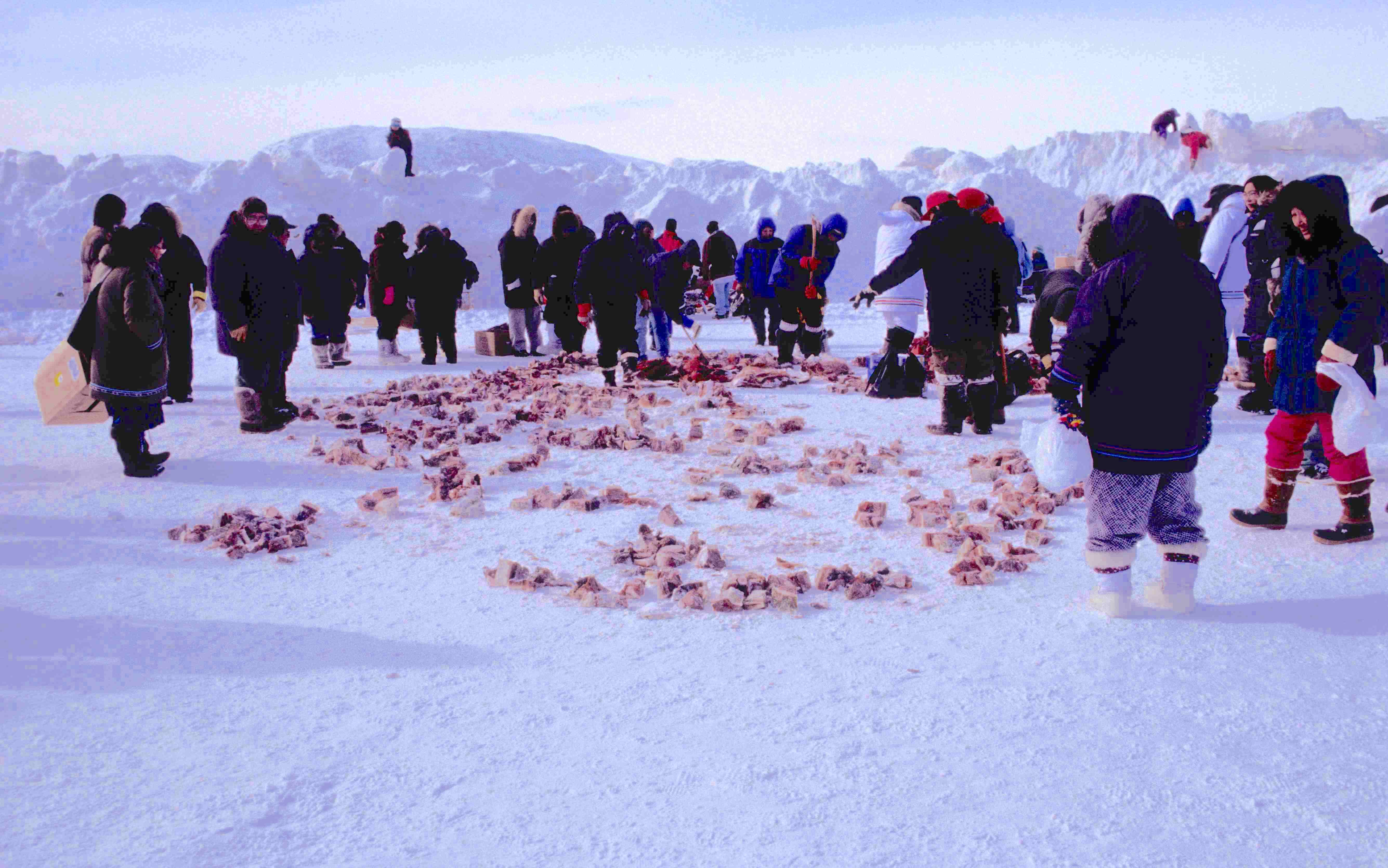
Partage d'un Igunaq de morse entre familles inuites.

L'Igunaq (inuktitut : ᐃᒍᓇᖅ)), ou Kopalhen fait partie des préparations culinaires Inuit, Chukchi, Nenets, et Evenki. Il s'agit d'une méthode de préparation de la viande, en particulier le morse et d'autres mammifères marins, mais aussi du renne[réf. souhaitée]. La viande grasse est chassée en été, et enfouie dans le sol humide, ce qui déclenche une fermentation en automne, et une congélation en hiver, pour une consommation l'année suivante. L'Igunaq est considéré comme une nourriture de choix et de valeur. La consommation de ce mets diminue progressivement avec la plus grande disponibilité d'une nourriture abondante et variée dans les régions arctiques. Cette consommation n'est pas non plus sans risque, avec des risques de botulisme amenant maladie, voire mort si la préparation est incorrecte,. Il y a aussi des risques liés aux toxines de la décomposition, pouvant causer la mort de personnes qui n'auraient pas été habituées depuis longtemps au plat[réf. souhaitée].
Les poissons et viandes fermentés sont une méthode culinaire largement répandue dans le monde (par exemple le Surströmming).